# Blues chicagowski
Blues chicagowski (ang. Chicago blues) – gatunek muzyki bluesowej powstały w Stanach Zjednoczonych w Chicago. Jego zaistnienie było wynikiem wielkiej migracji biednych robotników z południa do bardziej uprzemysłowionych miast północnych Stanów Zjednoczonych w pierwszej połowie XX wieku. Blues chicagowski rodził się z prostego bluesa Delty, wzbogacanego brzmieniami gitary elektrycznej, perkusji, instrumentów klawiszowych, gitary basowej, harmonijki ustnej i czasami saksofonu.

## Historia

### Pierwsi bluesmani w Chicago
Chociaż zwykle mówiąc o bluesie chicagowskim myślimy o powojennym zelektryfikowanym bluesie stworzonym przez Muddy’ego Watersa, to jednak blues w Chicago nie zaczął się od niego. Już 20 lat przed nim osiedlali się w Wietrznym Mieście bluesmani z Delty, którzy kształtowali podwaliny pod eksplozję Watersa.
Miasto Chicago zostało założone przez czarnego Haitańczyka o nazwisku Jean Baptiste Point du Sable, który w 1779 r. zbudował w pobliżu ujścia rzeki Chicago do jeziora Michigan swoją firmę handlową. Od lat 1840 zaczęli się tu także osiedlać zbiegli niewolnicy i już przed wojną secesyjną Chicago miało na całym konserwatywnym Środkowym Zachodzie opinię miasta kochającego czarnych. Tutaj powstał silny ruch antyniewolniczy. Wkrótce linie kolejowe połączyły miasto z resztą kraju przyczyniając się do jego błyskawicznego rozwoju. Już na początku XX wieku było uważane za miasto, w którym można rozpocząć wszystko na nowo i ponownie dojść do bogactwa. Jednak dla Afroamerykanów z Południa miasto to było jakby Ziemią Obiecaną (ze względu na walkę z niewolnictwem) i oferowało dużo więcej niż tylko możliwość zatrudnienia w rozwijającym się przemyśle. Chicago było łatwo dostępne; pociąg dowoził ich prosto z Tennessee, Missisipi i Arkansas. Miasto posiadało gazetę Defender, która była obecna w codziennym życiu Afroamerykanów w Chicago. Poza tym było dla nich najbardziej znanym miastem amerykańskim ze względu na tanie wielkie firmy wysyłkowe Sears, Roebuck i Montgomery Ward, które zaopatrywały biedną ludność Południa w potrzebne artykuły, a bluesmanów nawet w gitary. Nowojorski Harlem był zapewne kulturalną stolicą czarnej Ameryki (która, notabene, całkowicie odrzucała blues), ale Chicago zajmowało drugie miejsce po Missisipi w sercach Afroamerykanów. Do pożaru Chicago w 1881 r. wszystko oprócz zimy przypominało im rodzinne strony Południa: drewniane domki z kurami na podwórkach, z ręcznie wypisanymi cennikami na sklepach, bliskość wody (Chicago zostało jednak potem odbudowane jako miasto murowane). Do tego dochodziła muzyka przeniesiona z Południa.
Populacja Afroamerykanów w Chicago
| Rok  | Populacja | % całości populacji | % wzrostu | % wzrostu z powodu migracji |
| 1900 | 30,150    | 1.8                 | -         | -                           |
| 1910 | 44,103    | 2.0                 | 46        | -                           |
| 1920 | 109,458   | 4.1                 | 148       | 140                         |
| 1930 | 233,903   | 6.9                 | 114       | 95                          |
| 1940 | 277,731   | 8.2                 | 19        | 16                          |
| 1950 | 492,265   | 13.6                | 77        | 55                          |
| 1960 | 812,637   | 23.6                | 65        | ok. 13                      |

Najpierw w Chicago zjawiali się bluesmani tylko po to aby dokonać tu nagrań (jak np. Blind Lemon Jefferson).
Pierwszym ze znanych bluesmanów, który osiedlił się w Chicago już w 1916 r. był Georgia Tom czyli Thomas A. Dorsey (1899–1993), który potem przyczynił się do rozwoju muzyki gospel. Wkrótce, bo w 1919 r., przywędrował tu Big Bill Broonzy (1893–1958) – drugi król chicagowskiego bluesa. Poszerzył tu styl swojego wywodzącego się Delty bluesa nagrywając również z jazzowymi grupami. Kilka lat później (bo na początku lat 20.) osiadł tu Tampa Red (1904–1981) uważany za pierwszego króla chicagowskiego bluesa. Big Bill Broonzy wspominał, że był on pierwszym gitarzystą grającym szyjką od butelki, jakiego spotkał. Nosił przydomek, zupełnie zasłużony, Czarodziej Gitary. Stworzył duet The Hokum Boys ze wspomnianym powyżej pianistą Georgia Tomem Dorseyem (z grupy Georgia Jazz Band, która akompaniowała słynnej Ma Rainey. Pierwsze nagrania Tampa Reda powstały także wtedy, gdy był jej akompaniatorem). Był niezwykle kreatywny i nie bał się eksperymentów; już w 1938 r. próbował swoich sił na elektrycznej gitarze. Jego dom, dzięki żonie, był domem otwartym dla wszystkich bluesmanów przybywających do Chicago. Big Joe Williams stwierdził Każdy artysta bluesowy, który przybywał do Chicago, zatrzymywał się u Tampy. I jeśli ktoś mówi, że się u niego nie zatrzymał, powiedz mu, że kłamie. Jeżeli ktoś nie miał pieniędzy, jego żona gotowała dla niego obiady. Wielu bluesmanów dzięki niemu dokonało swoich pierwszych nagrań. Do jakiegoś czasu jego muzyka szybko ewoluowała. Już np. w 1938 r. nagrał dwa utwory Rock It in Rhythm i Mr. Rhythm Man, które wyprzedziły swój czas mieszając swing i boogie w taki sposób, że dziś postrzega się je jako jedne z najwcześniejszych przykładów muzyki, która zostanie nazwana rock and rollem.
W latach 30. zamieszkały w Chicago przynajmniej trzy wielkie postacie bluesa. W 1930 r. wraz ze swoim drugim mężem osiedliła się tu Memphis Minnie (1897–1973). Mniej więcej w tym samym okresie pojawili się w Chicago pianista Sunnyland Slim (1907–1995), który przejął styl pomagania wszystkim od Tampa Reda, i Peetie Wheatstraw (1902–1941), znany także jako Devil’s Son-in-Law. Wszyscy oni przygotowywali grunt pod bluesową rewolucję.
Kiedy na początku lat 40. wprowadzono na bawełniane pola sprzęt do automatycznego zbierania bawełny, beznadziejna sytuacja czarnych zbieraczy stała się jeszcze tragiczniejsza. Gdy jednak Stany Zjednoczone przystąpiły do wojny, w wielkich przemysłowych miastach Północy powstało zapotrzebowanie na nową siłę roboczą. Doszło więc do masowej wędrówki ludów – w ciągu zaledwie kilku lat ok. 4 milionów Afroamerykanów z Południa przeniosło się na Północ, z czego ponad 250.000 trafiło do Chicago. Przynieśli ze sobą swoje gusty muzyczne – a więc na północ pociągnęli również i bluesmani z Delty. Rytm i cechy życia w wielkich miastach musiały ulec zmianie, gdyż miasto wymagało większej dynamiki, głośności, tempa itd. Musiała się więc zmienić i muzyka.

### Bluebird Records
W 1932 r. firma RCA Victor Records postanowiła otworzyć w Chicago swoją filię nazwaną Bluebird Records. Celem była chęć konkurowania w firmą ARC Records w segmencie rynku zwanym 3 płyty za dolara.
W latach 30. i do 1942 r. była to najpoważniejsza firma na bluesowym rynku Chicago; właściwie go zmonopolizowała. Łowcą talentów i producentem był Lester Melrose. Płyty nagrywano tanio i szybko.
Specyficzną cechą firmy byłą stworzenie stałego, akompaniującego prawie każdemu bluesmanowi, zespołu. Bluesy nagrywane w Bluebird Records miały tak charakterystyczne brzmienie, że mówiło się wtedy o brzmieniu czy rytmie Bluebird. Miało to swoje dobre strony; np. przyczyniało się do popularyzacji bluesa, m.in. poprzez uczynienie go bardziej przystępnym przez taki nowoczesny akompaniament. Największym jednak minusem było pozbawienie nagrań jakiejkolwiek indywidualności, co jest przecież istotą bluesa, i jego ustereotypowienie.

### Muddy Waters
Przybycie do Chicago w majową sobotę 1943 r., po 17.5-godzinnej podróży pociągiem z Clarksdale młodego niepiśmiennego traktorzysty McKinleya Morganfielda (zwanego od dzieciństwa Muddy Water, później dodał s) nie stworzyło bluesa chicagowskiego, ale zapoczątkowało jego nową erę, w której nazwa ta stanie się właściwie synonimem bluesa. Muddy Waters przywiózł ze sobą tylko gitarę wartości 11 dolarów i jedną zmianę ubrania. Rozpoczął karierę od akompaniowania takim bluesmanom jak pianista Memphis Slim (1915–1988, od 1931 r. w Chicago), pianista Sunnyland Slim i mistrz harmonijki ustnej Sonny Boy Williamson I (1914–1948, w Chicago od 1934). Szybko też zauważył, że miasto jest po prostu głośne i przestawił się na gitarę elektryczną. Patriarcha bluesa chicagowskiego Sunnyland Slim polecił go małej firmie nagrywającej Aristocrat, której właścicielami byli bracia Czyżowie, po zmianie nazwiska znani jako Chess Records, jak ich firma nagraniowa.
Nikt w najśmielszych wyobrażeniach nie przeczuwał, co stanie się po wydaniu drugiego singla Watersa "I Can't Be Satisfied/I Feel Like Going Home" nagranego w kwietniu 1948 r. Płytka została nagrana w duecie: Muddy Waters na gitarze i wokalu, Big Crawford na kontrabasie, prawdopodobnie aż 6 miesięcy przed jej wydaniem (Leonard Chess nie rozumiał jeszcze o co tu chodzi i skarżył się Nie mogę zrozumieć, o czym on śpiewa!) i stała się nieoczekiwanym przebojem raczkującej firmy. W dniu jej wydania - już w południe - nie można było tego singla nigdzie kupić i firma została zasypana żądaniami o nowe dostawy. Cena płytki z 79 centów podskoczyła przez noc o połowę. Sam Waters, który rozwoził wówczas żaluzje klientom nie miał swojej kopii i kupił ją następnego dnia po długim staniu w kolejce i to po potwierdzeniu, że to on ją nagrał! Ponieważ sprzedawano tylko po jednym egzemplarzu na głowę, więc żeby singla wysłać swojej rodzinie, musiał postawić w kolejce żonę, której na szczęście nie rozpoznano. Tak zaczął panować trzeci król chicagowskiego bluesa Muddy Waters, który kontynuował styl pomagania nowo przybyłym bluesmenom, traktując to jako dziedzictwo po Sunnylandzie Slimie, co podkreślał. Był jedną z inspiracji dla młodego Jimiego Hendriksa.

### Charakterystyka bluesa chicagowskiego
Blues chicagowski od Muddy’ego Watersa zaczął odznaczać się mocnym i chropowatym stylem zarówno gry jak i śpiewu. Usłyszeć to można wyraźnie, gdy porównamy go np. z wykonaniami bluesa miejskiego z Memphis. Charakterystyczną cechą była bardzo wysoka emocjonalność podczas jego wykonywania. Słyszalne to było szczególnie w partiach wokalnych i w tym właśnie blues chicagowski był podobny do bluesa Delty. Upraszczając nieco, można powiedzieć, że blues chicagowski był właściwie czystym bluesem Delty podłączonym w Chicago do wzmacniaczy. Dlatego też partie wokalne i instrumentalne pozostawały ze sobą w ścisłym związku, były niezwykle zrównoważone. I tak jak jego źródło – blues chicagowski pozostał wysoce zindywidualizowaną formą wypowiedzi muzycznej. Jednym z charakterystycznych elementów była duża rola gitary basowej, która nadawała bluesom chicagowskim specyficzny, ciężki rytm.
Był to już blues miejski. Singel Watersa, wspomniany powyżej, stał jeszcze na pograniczu; "I Feel Like Going Home" przywoływał jeszcze Deltę w Mississippi. Ale wkrótce Muddy Waters będzie już człowiekiem miasta – i miejskim stanie się jego blues. Skład grupy Watersa: dwie gitary, fortepian, bas i perkusja stał się wzorem dla większości późniejszych grup rockowych.
Blues chicagowski zwiększył także ilość nut wykraczając poza tradycyjną bluesową skalę C Eb F F# G Bb C. Nie dorównał w tym bluesowi teksańskiemu, ale czasami nadawało mu to bardziej jazzowy charakter.
Nowością było także pojawienie się kompozytora, był nim Willie Dixon, który komponował bluesy dla innych wykonawców, co przy tak zindywidualizowanej i polegającej na bezpośrednim doświadczeniu formie muzycznej, wydawało się niezgodne z wszelkimi zasadami. A jednak przyniosło znakomite efekty.

### Inni ważni bluesmani Chicago

#### Howlin’ Wolf
Muddy Waters przyćmił wszystkich współczesnych mu chicagowskich bluesmanów. Jedynym, który nawiązał z nim prawie równorzędną rywalizację był Howlin’ Wolf (Chester Burnett, 1910–1976, w Chicago od 1952 r., na początku pomógł mu Waters), potężnej postury, 300-funtowej wagi pieśniarz bluesowy, gitarzysta, grający także na harmonijce ustnej. Ciekawe, że dla obu pisał klasyczne już dziś bluesy Willie Dixon (1915–1992), również zupełnie dobry wykonawca bluesa, grający na kontrabasie i śpiewający. Howlin’ Wolf był chyba pierwszym z wielkich bluesmanów, którzy odwiedzili Polskę. Wystąpił na Jazz Jamboree w 1964 r. Miał zespół z gitarzystą Hubertem Sumlinem (ur. 1931), który praktycznie nauczył białych gitarzystów, takich jak np. Eric Clapton, co robić z gitarą. Waters miał jednak całkowicie otwartą i niezazdrosną naturę; wszyscy członkowie jego poszczególnych zespołów zyskali sławę i rozpoczęli indywidualne kariery przy pomocy samego Watersa. Żeby dowiedzieć się o muzykach Wolfa trzeba długotrwałych poszukiwań.

#### Jimmy Reed
Ciekawą postacią chicagowskiego bluesa był niezwykle popularny Jimmy Reed (1925–1976, w Chicago od 1940). Był śpiewakiem bluesowym, gitarzystą (nauczył się grać od gitarzysty Eddiego Taylora (1923–1985, w Chicago prawdopodobnie od 1943). Jego styl był właściwie pośrodku pomiędzy wiejskim bluesem Delty a miejskim bluesem powojennym. Nie ma białego zespołu bluesowo-rockowego, który by nie miał w repertuarze utworów Reeda. O jego znaczeniu świadczy także i to, że został wprowadzony zarówno do Rockowego Panteonu Sławy (Rock and Roll Hall of Fame) jak i do Bluesowego Panteonu Sławy (Blues Hall of Fame).

#### Luther Allison
Jednym z gitarzystów bluesowych ukształtowanych w Wietrznym Mieście był Luther Allison (1939–1997), który po dłuższym pobycie w Europie powrócił do Stanów, wzbudzając sensację i żal, że przez tyle lat nie było go USA (od 1983 r. mieszkał w Paryżu). Jego bracia także byli muzykami i w 1957 r. razem założyli zespół, który nazwali... The Rolling Stones (później zmienili jego nazwę na The Four Jivers). Jego styl gry miał wiele wspólnego ze stylem Otisa Rusha i Buddy’ego Guya.

#### Blues zachodniej strony
Odmianą bluesa chicagowskiego jest tzw. blues zachodniej strony (West Side blues). Nazwa wzięła się po prostu z miejsca zamieszkania i występów nieco młodszych od Watersa bluesmanów. Była to zachodnia strona południowej części Chicago. Czołowym przedstawicielem tej szkoły grania bluesa jest Buddy Guy (ur. 1936, w Chicago od 1957 r., pomagał mu Waters). Styl w jakim grali ci bluesmani był bardziej zbliżony do rocka z bardzo dynamicznym wokalem i gitarą. Często zachwianiu ulegała równowaga między partiami instrumentalnymi a wokalnymi, na korzyść solówek gitarowych. Ale byli tu i inni bluesmani. Gdyby Magic Sam (1937–1969, Samuel Maghett, w Chicago od 1950) nie zmarł na atak serca w tak młodym wieku, byłby prawdopodobnie wybitnym gitarzystą. Więcej szczęścia miał Otis Rush (ur. 1934, w Chicago od 1948), który po problemach zdrowotnych i okresie małej aktywności, powrócił w wielkiej formie i, co ważniejsze, w zdrowiu. Oprócz tego, że jest świetnym gitarzystą, jest jeszcze lepszym wokalistą, o dramatycznym, pełnym bólu, niezwykle intensywnym wokalu. Przedwcześnie zmarły Freddie King (1934–1976, w Chicago chyba od 1950), pochodził z Teksasu i przyniósł do Chicago ewidentne wpływy gitarzystów z tego stanu. Tak jak i Magic Sam był uwielbiany przez młodzież rockową.

### Chess Records
Bracia Leonard i Phil, Polacy żydowskiego pochodzenia z Częstochowy, przybyli z Polski razem z matką w 1928 do Nowego Jorku, ale w Chicago czekał na nich ich ojciec Józef Czyż, który wyemigrował kilka lat wcześniej. Zajęli się nietypowym interesem - kupowali sklepy monopolowe, z których nadające się zamieniali potem na nocne kluby. Największym ich klubem był słynny nocny klub Macamba znajdujący się na południowej stronie miasta. Kiedy dowiedzieli się, że jedna z firm płytowych szuka inwestora – Leonard zainwestował swoje pieniądze w 1947. Była to firma Aristocrat. W 1950 r. namówił brata, który wyłożył swoje pieniądze i firma stała się ich własnością. Zmienili wtedy nazwę na Chess Records. Zatrudnili łowcę talentów, Murzyna Sammy’ego Goldberga, który odnalazł Watersa i przesłuchał go. Jednak Leonard był zainteresowany głównie jazzem i dopiero po wielu próbach Goldberg namówił go do wysłuchania Watersa podczas występu w klubie Zanzibar. Kiedy Leonard zobaczył reakcję ludzi na muzykę Watersa, podpisał z nim kontrakt.
Nad nagrywaniem w firmie czuwali Ralph Bass, Willie Dixon a głównym producentem był Roquel Billy Davis.
W 1952 r. bracia założycieli Checker Record – alternatywną firmę nagrywającą tylko dla rozgłośni radiowych.
W 1956 r. założyli jazzową firmę Marterry, jednak szybko zmienili jej nazwę na Argo, a potem, gdy okazało się, że istnieje brytyjska firma pod tą samą nazwą, zmienili ją ponownie na Cadet Records. Ta firma nagrywała głównie jazz.
W latach 60. powstała firma Cadet Concept, która zajmowała się nagrywaniem przeważnie bardziej ambitnego rocka. Z tą naklejką ukazały się także kontrowersyjnie wtedy przyjęte albumy Muddy’ego Watersa Electric Mud i After the Rain.
W 1969 r. bracia sprzedali Chess Records firmie GRT (General Recorded Tape) za 6,5 mln dol. GRT przeniosła Chess do Nowego Jorku i w ciągu krótkiego czasu Chess Records zniknęła w ogóle z rynku.
W 1975 r. GTR sprzedała to, co pozostało z Chess Records firmie All Platinum Records. Kiedy znalazła się ona w kłopotach finansowych, sprzedała Chess koncernowi MCA, który rozpoczął wznawianie nagrań dokonanych dla Chess, czasem w ogóle jeszcze niewydanych.
Obecnie dawne studio nagraniowe Chess Records na 2120 S. Michigan Av. jest właściwie muzeum.
Urodzony w 1942 r. Marshall Chess założył firmę nagraniową Czyz Records.

## Ważniejsi przedstawiciele chicagowskiego bluesa
| - Alexis Korner - Big Bill Broonzy - Big Maceo Merriweather - Big Walter Horton - Bo Diddley - Boston Blackie - Brian Jones - Buddy Guy - Charlie Musselwhite - Carey Bell - Cyril Davies - David "Honeyboy" Edwards - Detroit Junior - Earl Hooker - Elmore James - Erwin Helfer - Fenton Robinson - Freddie King | - Homesick James - Hound Dog Taylor - Howlin’ Wolf - Hubert Sumlin - J.B. Lenoir - Jimmy Cotton - Jimmy Dawkins - Jimmy Johnson - Jimmy Rogers - John Brim - John Primer - Johnny Shines - J.T. Brown - Junior Wells | - Kansas Joe McCoy - Koko Taylor - Kokomo Arnold - Little Walter - Lonnie Brooks - Luther Allison - Lurrie Bell - Magic Sam - Magic Slim - Mighty Joe Young - Mike Bloomfield - Muddy Waters - Otis Rush - Otis Spann | - Papa Charlie McCoy - Paul Butterfield Blues Band - Pinetop Perkins - Robert Nighthawk - Robert Lockwood Jr. - Ronnie Baker Brooks - Snooky Pryor - Son Seals - Sonny Boy Williamson - Sonny Boy Williamson II - Sunnyland Slim - Wayne Baker Brooks - Willie Dixon - Willie Kent |

## Dyskografia

### DVD
- Luther Allison: Live in Paradise.
- The Blues Instigators: Chicago Blues Jam.
- Billy Branch: Chicago Blues Jam.
- Willie Dixon: I Am the Blues.
- Albert King: Live in Sweden.
- Freddie King: Live in Europe
- Freddie King: The!!!!Beat. 1966
- Robert Lockwood Jr.: The Blues of Robert Lockwood Jr.
- Otis Rush: Live at Montreaux 1986
- Magic Slim/Studebaker John & The Hawks: Chicago Blues Jam.
- Memphis Slim/Sonny Boy Williamson: Live in Europe.
- Muddy Waters: Live at the Chicago Blues Festival.
- Muddy Waters: Got My Mojo Working. Rare Performances 1868-1978.
- Muddy Waters: The Chicago Blues Festival.
- Muddy Waters: Messin' with the Blues.
- Junior Wells: Don't Start Me Talkin: The Junior Wells Story.
- Różni artyści: The American Folk Blues Festival 1962–1966. Vol. One
- Różni artyści: The American Folk Blues Festival 1962–1966. Vol. Two
- Różni artyści: The American Folk Blues Festival 1962–1966. Vol. Three